# Belciana serrata
Belciana serrata är en fjärilsart som beskrevs av Bethune-Baker 1906. Belciana serrata ingår i släktet Belciana och familjen nattflyn. Inga underarter finns listade i Catalogue of Life.